# Dharmaraj Ravanan
Dharmaraj Ravanan (sinh ngày 27 tháng 7 năm 1987 ở Tiruchirappalli, Tamil Nadu) là một cầu thủ bóng đá người Ấn Độ. He is hiện tại thi đấu cho Chennai City, mượn từ Pune City, của I-League.

## Sự nghiệp
Ravanan bắt đầu sự nghiệp chuyên nghiệp t ại Dempo S.C., huấn luyện viên Armando Colaco thấy anh ở Bangalore khi anh thi đấu cho Indian Bank của Chennai và cho anh một cơ hội, và ở tuôi 19 anh gia nhập đội bóng, học được rất nhiều từ đồng đội. Năm sau đó, anh chuyển đến Mohun Bagan, nhưng đây là trải nghiệm khác và sau đó anh gia nhập Mahindra United. Tại Mahindra United anh học được nhiều từ huấn luyện viên Derrick Pereira và David Booth. Sau đó anh gia nhập Churchill Brothers. Anh làm đội trưởng của Churchill Brothers giành danh hiệu vô địch I-League(2013) và Cúp Liên đoàn(2014). Anh cũng thi đấu cho FC Pune City tại mùa giải đầu tiên của Indian Super League. Tiếp đó anh gia nhập đội bóng mới Bharat FC mùa giải 2014-15 I-League sau khi Churchill Brothers bị đuổi khỏi mùa giải 2014–15 vì không đủ tiêu chuẩn đăng ký câu lạc bộ.

## Danh hiệu
Churchill Brothers
- Durand Cup: 2011
- IFA Shield: 2011
- I-League: 2012-13
- Cúp Liên đoàn: 2013-14